# Ressourcenwirtschaft
Ressourcenwirtschaft bezeichnet im weiteren Sinne Formen ökonomischer Nutzung von Ressourcen.

## Allgemeines
Zwar lassen sich verschiedene, auch (im-)materielle Formen (wie beispielsweise Technologien, Werkstoffkreisläufe, Humankapital oder spezielles Wissen („Know-how“)) ressourcenwirtschaftlich erfassen, wie der ökonomische Ressource-based View zeigt, jedoch liegt der Ressourcenwirtschaft häufig ein engeres, auf erstens natürliche Ressourcen (wie z. B. Boden, Wasser, Luft, natürliche Vielfalt) und zweitens Rohstoffe im Allgemeinen sowie die darunter zu findenden Energieträger im Besonderen fokussiertes Begriffsverständnis zugrunde. Im engeren Sinne wird der Begriff Rohstoffwirtschaft verwendet. Betrachtet wird die Wertschöpfung durch die Gewinnung, die Umwandlung, die Lagerung, den Transport, die Verteilung, die Nutzung und das Recycling solcher Ressourcen. Hierbei wird neben der ökonomischen auch die ökologische und technische Effizienz (Ressourceneffizienz, Energieeffizienz, Kreislaufeffizienz) berücksichtigt. Ausgehend hiervon lassen sich ein praxis- sowie ein theorieorientiertes Begriffsverständnis unterscheiden.

## Wirtschaft
In einer auf die Wirtschaft(-spraxis) bezogenen Perspektive umfasst der Begriff „Ressourcenwirtschaft“ Unternehmungen und Märkte, die auf den wirtschaftlichen Umgang/Handel/Transport mit Ressourcen gerichtet sind. Im Sinne des vorgenannten engeren Begriffsverständnisses werden Ressourcen hierbei überwiegend als natürliche Ressourcen sowie Rohstoffe und entsprechende Energieträger aufgefasst. Wichtige Vertreter dieses Wirtschaftszweiges sind dann Bergbau- sowie Versorgungsunternehmungen, ferner Unternehmungen aus den Bereichen Rohstoffveredelung und Erneuerbare Energien. Die so abgegrenzte Ressourcenwirtschaft hat in den letzten Jahren einen erheblichen Bedeutungszuwachs erfahren, da das Vorhandensein von, der Zugang zu, sowie der Umgang mit knappen Ressourcen auf Weltmärkten zum immer kritischeren Wettbewerbsfaktor geworden sind: Die Nachfrage nach Ressourcen steigt weltweit. Gleichzeitig sind klassische Ressourcen, die als Einsatzstoff der industriellen Produktion oder Energieträger benötigt werden, begrenzt. Dies gilt vor allem für nicht nachwachsende natürliche Ressourcen/Bodenschätze, wie besonders an den entsprechend bezeichneten „Seltenen Erden“ deutlich wird. Obwohl hieraus Anreize zu einem möglichst effizienten Umgang mit Ressourcen resultieren müssten, wurden viele Ressourcen bisher vergleichsweise ineffizient genutzt. Dies gilt insbesondere unter Berücksichtigung der oft erheblichen Nebenwirkungen (Externe Effekte) der Ressourcenbewirtschaftung. Das Ausmaß von Raubbau und (oft irreparablen) Umweltschäden, das aufgrund der hohen Nachfrage an Ressourcen toleriert wird, ist weniger in den (oft ressourcenarmen) Industrienationen als in den ressourcenreichen Regionen der Schwellen- und Entwicklungsländer zu sehen, wohin manche Probleme der Ressourcenentnahme verlagert worden sind. Daher ist ein nachhaltiger Umgang mit Ressourcen geboten, um die auf längere Sicht steigenden Bedarfe der stetig wachsenden Weltbevölkerung effektiv und effizient zu decken. Die Nachhaltigkeit (der Bewirtschaftung) von Ressourcen kann von Akteuren der Ressourcenwirtschaft nur durch ein „zukunftsverträgliches Handeln im Hier und Jetzt“  erzielt werden, d. h. durch eine ausgewogene Berücksichtigung von ökologischer Verträglichkeit (im Bereich „Umwelt“), sozialer Gerechtigkeit (im Bereich „Soziales“) und wirtschaftlicher Leistungsfähigkeit (im Bereich „Ökonomik“). Der hieraus entstehende, hohe Anspruch wird von Institutionen der (Weiter-)Bildung in zunehmendem Maße aufgegriffen, was auch dazu beitragen könnte, den bestehenden Mangel an Fachleuten auf längere Sicht zu beheben.

## Wissenschaft
Ressourcenökonomik bezeichnet eine Teildisziplin der Wirtschaftswissenschaften. Es handelt sich um den Teil von Forschung und Lehre, der sich mit den Unternehmen und Märkten der Ressourcenwirtschaft wissenschaftlich auseinandersetzt. In institutionalisierter Form ist diese Teildisziplin nur bei einem Teil der deutschen Hochschulen zu finden. Auf oberster, nämlich universitärer Ebene weist in Deutschland die TU Bergakademie Freiberg als „Die Ressourcenuniversität. Seit 1765.“ ihren Ressourcenschwerpunkt bereits im Namen aus, der sich analog in der Ausrichtung ihrer wirtschaftswissenschaftlichen Fakultät niederschlägt. Darüber hinaus finden sich ressourcenwirtschaftliche Ausrichtungen im deutschen Universitäten primär im Bereich einzelner Lehrstühle/Professuren sowie der von den Fakultäten/Fachbereichen angebotenen Studiengänge.
Zu den Ökonomen, die sich schon verhältnismäßig früh mit dem Thema befassten, gehört zum Beispiel Ernst Friedrich Schumacher. Er kritisierte in den 1970er Jahren, dass „die Weltvorräte an nicht-erneuerbaren Brennstoffen – Kohle, Öl und Erdgas – äußerst ungleichmäßig über den Erdball verteilt und in ihrer Menge begrenzt sind und damit klar ist, daß ihre immer raschere Ausbeutung eine Gewalttat gegen die Natur darstellt, die unvermeidlich zur Gewaltanwendung unter den Menschen führen muss.“ Ähnliche Aussagen finden sich auch in dem Buch Die Grenzen des Wachstums, indem verschiedene Modellrechnungen zum Ressourcenverbrauch dargestellt wurden.

## Lehrstühle/Professuren mit ressourcenwirtschaftlicher Ausrichtung
- Lehrstuhl für Ressourcenstrategie, Universität Augsburg
- Institut für Lebensmittel- und Ressourcenökonomik, Rheinische Friedrich-Wilhelms-Universität Bonn
- Lehrstuhl für Rohstoff- und Ressourcenwirtschaft, Brandenburgische Technische Universität Cottbus-Senftenberg
- Lehrstuhl für Umwelt- und Ressourcenmanagement, Technische Universität Bergakademie Freiberg
- Abteilung Umwelt- und Ressourcenökonomik, Georg-August-Universität Göttingen
- Lehrstuhl für Umwelt-, Ressourcen- und Ökologische Ökonomik, Christian-Albrechts-Universität zu Kiel
- Institut für Infrastruktur und Ressourcenmanagements, Universität Leipzig
- Lehrstuhl für Ressourcenwirtschaft, Bauhaus-Universität Weimar

## Studiengänge mit ressourcenwirtschaftlicher Ausrichtung
- Umwelttechnik und Ressourcen-Management, Ruhr-Universität Bochum
- Environmental and Resource Management, Brandenburgische Technische Universität Cottbus-Senftenberg
- Energie- und Ressourcenwirtschaft, TU Bergakademie Freiberg
- Betriebswirtschaftslehre Ressourcenwirtschaft, TU Bergakademie Freiberg
- International Management of Resources & Environment, TU Bergakademie Freiberg
- Renewable Energy Management, Albert-Ludwigs-Universität Freiburg
- Umwelt- und Ressourcenmanagement, Justus-Liebig-Universität Gießen
- Management natürlicher Ressourcen, Martin-Luther-Universität Halle-Wittenberg
- Environmental and Resource Economics, Christian-Albrechts-Universität zu Kiel
- Umweltsysteme und Ressourcenmanagement, Universität Osnabrück
- Umweltingenieurwissenschaften (Vertiefungsrichtung Kreislaufwirtschaft), Bauhaus-Universität Weimar
- Umwelt- und Bioressourcenmanagement, BOKU Wien

Darüber hinaus hat die wachsende Bedeutung der Ressourcen(-wirtschaft) zuletzt für die Entstehung neuer wissenschaftlicher Institutionen geführt. So wurde auf Initiative der beiden ältesten Ressourcenuniversitäten der Welt (Bergbauuniversität St. Petersburg, TU Bergakademie Freiberg) ein  World Forum of Universities of Resources on Sustainability gegründet.